# Before Their Eyes
I Before Their Eyes sono un gruppo post-hardcore statunitense, originario di Findlay (Ohio) ed attivo dal 2006.

## Formazione

### Formazione attuale
- Nick Moore - voce, chitarra, piano, tastiere (2006-)
- Anthony Damschroder - basso, cori (2006-)
- Jordan Disorbo - chitarra, cori (2010-)
- Brandon Rosiar - chitarra (2011-)
- Jarrett Hottman - batteria, percussioni (2006–2011, 2013-)

### Ex componenti
- James Arnold - voce, tastiere (2010)
- Brenden Zapp - chitarra, cori (2006–2008)
- Elliott Gruenberg - chitarra, cori (2009–2010)
- James Nahorny - chitarra (2006)
- Cory Ridenour - chitarra (2006–2007)
- Landon Tewers - chitarra, cori, voce (2008–2010)
- Evan McKeever - chitarra, cori (2010–2011)
- Brandon Howard - basso (2006)
- Nathan Warren - basso (2006)
- Zach Baird - batteria (2012-2013)

## Discografia
- 2007 - Before Their Eyes
- 2008 - The Dawn of My Death
- 2010 - Untouchable
- 2012 - Redemption
- 2015 - Midwest Modesty